# Stefan Behnisch
Stefan Behnisch (* 1957 in Stuttgart) ist ein deutscher Architekt. Der Sohn von Günter Behnisch studierte zunächst Philosophie an der Hochschule für Philosophie der Jesuiten in München. 1989 gründete er sein eigenes Büro, Behnisch Architekten.
Das Genzyme Center in Cambridge (Massachusetts) wurde als erstes Gebäude in den Vereinigten Staaten mit dem LEED Platinum Award ausgezeichnet.
2007 erhielt Behnisch einen Global Award for Sustainable Architecture. 2008 wurde er zum Ehren-Fellow des American Institute of Architects ernannt.
Er lehrte als Gastprofessor an der Yale School of Architecture, der University of Pennsylvania und der University of Virginia School of Architecture.
Auch seine Schwester ist Architektin.